# Fludrokortyzon
Fludrokortyzon – organiczny związek chemiczny, lek z grupy kortykoidów o średniej aktywności glikokortykosteroidowej i silnej mineralokortykoidowej.